# 食神 (2006年電視劇)
《食神》，是新亞洲娛樂集團與星輝海外有限公司製作的電視連續劇，全劇共30集，製作人余毓興。由王仁甫、吳佩慈和馬梓涵領綱主演。整套電視連續劇的內容主要是根據之前周星馳主演的同名電影《食神》而編寫的，於2006年4月21日開鏡，2007年1月29日於台灣華視首播。

## 故事大綱
行為怪誕的農村小子史提芬（王仁甫飾）平日無所事事，愛呈威風。他的父親是一個農村小企業的老闆，而他也當上了廠長，生活無憂無慮。然而，當史提芬的父親被魚骨鯁死後，因為分家產時的利益衝突，他被村民揭發他其實只是老闆在路邊撿回來的棄兒，他一向看不起的哥哥才是父親的親生骨肉！於是，他被家族及村民趕了出去，一無所有的漂泊到上海。 
在這裡，他誤打誤撞被一個飲食公司包裝成「食神」，成為產品 代言人，也因此一夜成名，紅透上海。此時的史提芬已被酒色財氣迷惑，紙醉金迷，不能自拔。然而，集團之間的利益鬥爭，讓史提芬的身份再次被拆穿，再一次被打回原形。

## 演員表
| 演員   | 角色     | 關係/暱稱 |
| 王仁甫 | 史提     |           |
| 吳佩慈 | 楊桐     |           |
| 陳浩民 | 徐教授   |           |
| 毛林林 | 劉美     | 阿美      |
| 馬梓涵 | 火雞     | 雞姐      |
| 陳國坤 | 鵝頭     |           |
| 孫耀威 | 理查     | Richard   |
| 湯鈞禧 | 馬田     | Martin    |
| 釋行宇 | 熊拜     |           |
| 何毅俊 | 百德     |           |
| 梁小龍 | 歐陽空   |           |
| 許榕真 | 福阿姨   |           |
| 黃一飛 | 仲遺大師 |           |
| 文荻   | 唐牛     |           |
| 劉輝   | 飛鴻     |           |
| 韓木墩 | 長毛     |           |
| 吳桐宇 | 阿雪     |           |
| 聞小煒 | 莊       |           |
| 李琳琳 | 海琳     |           |
| 夏泰立 | 楊鶴年   |           |
| 羅萬   | 老皮     |           |
| 殷中   | 史力     |           |
| 劉瑩   | 肥婆四   |           |
| 徐登科 | 五加皮   |           |
| 李俊良 | 鄉鎮醫生 |           |
| 何凡   | 肥護士   |           |
| 張涵   | 王宇     |           |
| 劉玉紅 | 三姐     |           |
| 趙松濤 | 主持     |           |
| 許守欽 | 史定     |           |
| 張磊   | 豬腩     |           |
| 李敏   | 排骨     |           |
| 許孟哲 | 三表弟   |           |
| 王少偉 | 六表弟   |           |
| 孫協志 | 九表弟   |           |
| 許敏   | 神婆     |           |
| 龔玲玲 | 乞丐婆   |           |

## 音樂
| 曲別    | 歌名               | 演唱者 | 作詞           | 作曲   | 編曲           |
| 主题曲1 | 不辣不辣           | 5566   | 郭葦昀、柯呈雄 | 任中強 | 呂紹淳         |
| 主题曲2 | 刺蝟               | 馬梓涵 | 稻草人         | 鍾汶   | 辛偉力、金培達 |
| 片尾曲1 | 最愛的人傷我也最深 | FIRE   | 稻草人         | 稻草人 | 呂紹淳         |
| 片尾曲2 | 賠償               | 馬梓涵 | 稻草人         | 稻草人 | 辛偉力、金培達 |